# Ingar
Ingar är ett sydsvenskt kvinnonamn som härstammar från det äldre forndanska namnet Ingiwara, senare Ingvor, sammansatt av gudanamnet Ing och wari (krigare). Det används dock som ett könsneutralt förnamn.
Den 31 december 2014 fanns det totalt 379 kvinnor och 85 män folkbokförda i Sverige med namnet Ingar, varav 129 kvinnor och 19 män bar det som tilltalsnamn.
Namnsdag: saknas (1986-1992: 3 juni)

## Personer med namnet Ingar
- Ingar Palmlund, svensk forskare och ämbetsman
- Ingar Sigvardsdotter, svensk skådespelare